# Militão Máximo de Sousa
Militão Máximo de Sousa, primeiro Barão de Andaraí e depois Visconde com grandeza de Andaraí, (Rio Pardo, 10 de março de 1806 — Rio de Janeiro, 10 de agosto de 1888) foi um comerciante e político brasileiro, tendo exercido cargos públicos como a presidência do Banco do Brasil e participado do incremento do comércio no Rio de Janeiro.

## História

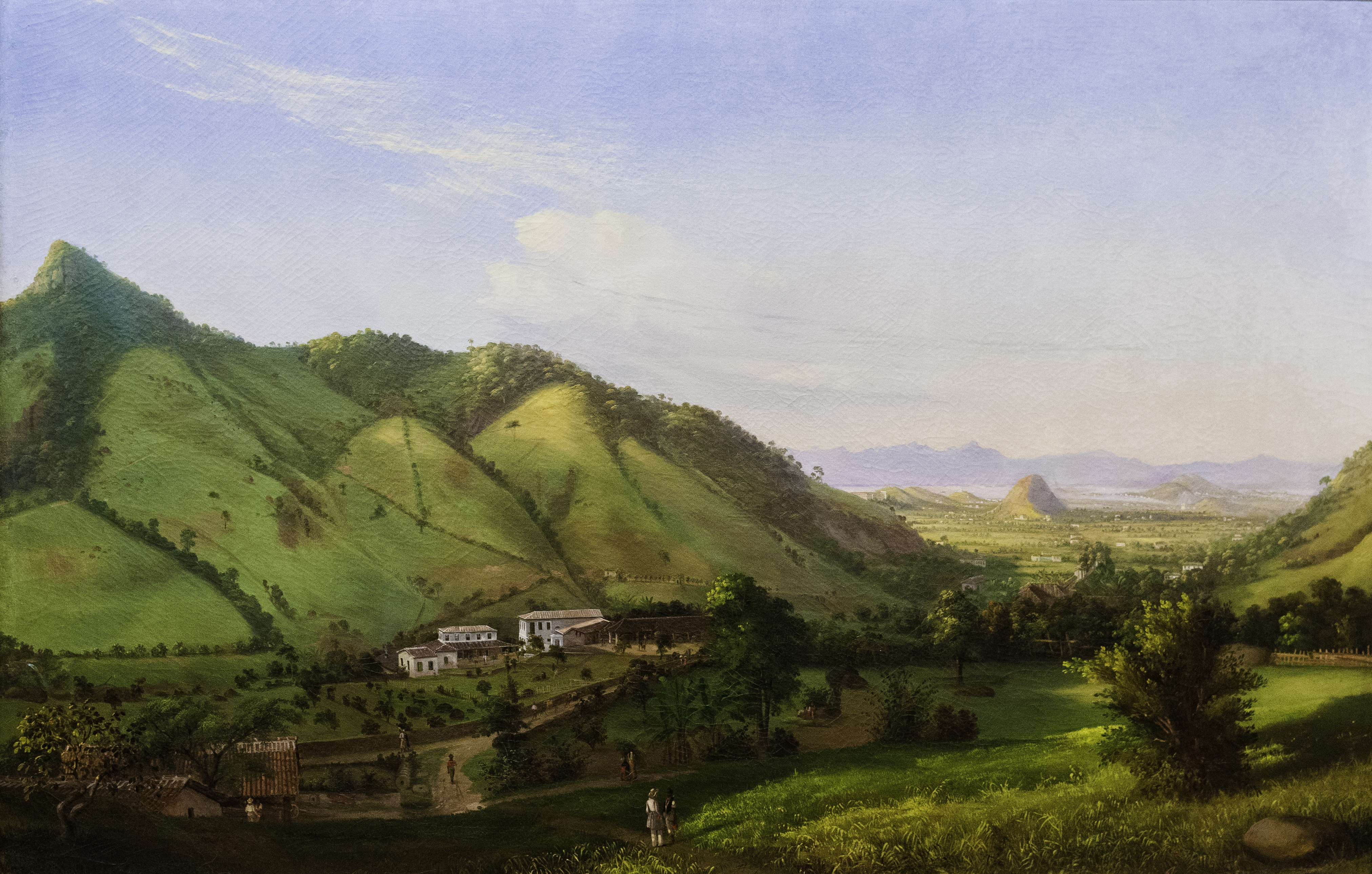
O Andaraí, no Rio de Janeiro, em 1857, onde Militão Máximo de Sousa tinha muitas propriedades.

Nascido em Rio Pardo, na Província do Rio Grande do Sul, era filho de Leocádio Máximo de Sousa, um fluminense de Santo Antonio de Sá, na atual Itaboraí, e Ana Joaquina da Encarnação da Silveira.

O Visconde foi um dos acionistas da Estrada de Ferro Dom Pedro II, que pretendia conectar diversas regiões do país com trens partindo do Rio.

Militão exerceu diversos cargos públicos, como presidente da Comissão da Praça do Comércio do Rio de Janeiro, e da Sociedade de Assinantes da Praça do Rio de Janeiro (1848-1849), para além de tesoureiro da Santa Casa da Misericórdia. Participou, junto com Irineu Evangelista de Sousa, o Barão de Mauá, da elaboração do Código Comercial, que incrementou o comércio do Rio de Janeiro durante o Segundo reinado. Também com o Barão de Mauá, foi um dos acionistas da Companhia da Estrada de Ferro Dom Pedro Il, que pretendia ligar pelos trens os estados vizinhos ao Rio de Janeiro.
O barão começou a adquirir fortuna com o negócio de exportação, iniciando com dois navios, o General Abreu e o Saudade.
Foi também o décimo presidente do Banco do Brasil. Ficou no cargo entre 18  de outubro de 1869 e 6 de outubro de 1870.

## Vida pessoal
Casou-se em primeiras núpcias em 1831 com Maria Guilhermina Rabelo, com quem teve Militão Máximo de Sousa Júnior, o segundo barão de Andaraí, Manoel (que faleceu ainda criança), Elisa Guilhermina e Carlos Máximo de Sousa. 
Casou-se em segundas núpcias em 1838, um ano após a morte da primeira mulher, com Maria Cândida Rook, feita condessa do Andaraí por decreto de 31 de outubro de 1889.
Faleceu no Rio de Janeiro, no dia 10 de agosto de 1888, um ano antes da Proclamação da República. Foi sepultado no Cemitério da Ordem Terceira dos Mínimos de São Francisco de Paula, o Cemitério do Catumbi, também no Rio de Janeiro.

## Títulos nobiliárquicos e honrarias
Militão foi Comendador da Imperial Ordem da Rosa e também recebeu dois títulos do Império do Brasil.

### Barão de Andaraí
Título conferido por decreto imperial em 10 de julho de 1872. Faz referência ao morro do Andaraí, na Zona Norte do Rio de Janeiro, onde o nobre possuía vastas propriedades que se estendiam desde o morro das Laranjeiras até à serra da Tijuca. Na grafia original, era chamado Barão de Andarahy.

### Visconde de Andaraí
Título conferido por decreto imperial em 30 de maio de 1888.